# Кривобок Тетяна Юріївна
Тетя́на Ю́ріївна Ме́зенцева-Кривобо́к (* 1972) — українська спортсменка-легкоатлетка, майстер спорту міжнародного класу, багаторазова чемпіонка України.

## Життєпис
Виграла золото Чемпіонату України з легкої атлетики-2000 й -2005 — біг на 1500 метрів.
На Чемпіонаті України з легкої атлетики-2001 представляла Донецьку область і здобула срібло — дистанція 1500 метрів.
На Чемпіонаті України з легкої атлетики-1996 здобула бронзу — біг на 5000 метрів.
Здобула бронзові нагороди на Всеукраїнських літніх спортивних іграх-1999 (1500 метрів) і -2007 — 5000 метрів.
Посіла третю сходинку на Чемпіонаті України з легкої атлетики-2006 — 1500 метрів.
Посіла 15-ту позицію на Чемпіонаті Європи з легкої атлетики у приміщенні-2005 та 9-те — на Чемпіонаті-2006 року.
Найкращий особистий час на 3000 м — 8: 58,87 хв (досягнутий у травні 2005 року в Ялті).